# Гэнн, Джейсон
Джейсон Гэнн (Jason Gann, имя при рождении — Дже́йсон Уи́льям Гэ́нн (Jason William Gann), р. 1971) — австралийский актёр, писатель
 и продюсер, сценарист, кинорежиссёр
. Наибольшую известность получил благодаря исполнению заглавной роли в австралийском комедийном сериале «Уи́лфред» (режиссёр Тони Роджерс) и его одноимённом американском ремейке.

## Биография

### Ранние годы
Родился в семье военнослужащего и исполнительницы кантри, вырос в г. Бри́сбен (Австралия). В 14 лет, будучи учеником школы для мальчиков, участвовал в школьной комедийной постановке, режиссёром которой был Тони Роджерс. После окончания школы продолжал изучать актёрское мастерство в Университете Южного Квинсленда, получил степень бакалавра искусств по этой специальности. Также посещал университетские курсы по гуманитарным специальностям и искусству.

### Начало карьеры
После завершения образования Гэнн переехал в Брисбен, где продолжал изучать театральное искусство и музыку. Несколько лет работал в детском театре Twelfth Night Theatre в Бауэн Хиллз, участвуя в десятках постановок, в том числе в ведущих ролях. На протяжении нескольких сезонов ставил и играл главную роль в пьесе Keep Everything You Love. За эту работу он получил приз Del Arte за лучшую мужскую роль (1997 г.). Был актёром в Театральной компании Квинсленда (Queensland Theatre Company), участвуя в нескольких постановках, а также сыграл главную роль в пьесе Свена Свенсона The Vertigo and Virginia в 1999 г.

### Телевидение Австралии и сериал «Уилфред»
В 2001 г. Гэнн написал сценарии для нескольких короткометражных фильмов, участвовавших в международных фестивалях, над которыми он также работал как продюсер. В 2002 г. он выступил соавтором сценария и сыграл главную роль в короткометражном фильме «Уилфред». Впервые получил общенациональную известность, получив приз за лучшую мужскую роль, а короткометражный фильм завоевал приз за лучшую комедию и приз зрительских симпатий на фестивале Tropfest в 2002 г. Фильм «Уилфред» участвовал в показах на нескольких фестивалях, включая фестиваль Сандэнс в 2003 г.
В 2003 г. Гэнн вновь получил приз за лучшую мужскую роль на фестивале Tropfest за фильм Buried. Затем он снимался в нескольских австралийских игровых фильмах, включая Gettin' Square, Thunderstruck, The Illustrated Family Doctor и Kenny.
В 2004 г. Гэнн участвовал в двух эпизодах сериала Blue Heelers на австралийском ТВ. В 2006 г. написал сценарий и сыграл главную роль в 52 эпизодах скетч-шоу The Wedge на австралийском канале Network Ten. Был создателем, продюсером, сценаристом и исполнителем главной роли в комедийном сериал того же канала Mark Loves Sharon. В следующем году выступил соавтором и исполнителем заглавной роли в австралийском телесериале «Уилфред», созданном на базе короткометражного фильма. Сериал продолжался два сезона, каждый из которых получил призы на фестивале Tropfest — в 2007 и 2009 гг. соответственно.
В 2007 и 2010 гг. Гэнн был номинирован на приз австралийской киноиндустрии за лучшую мужскую роль в комедийном сериале. В 2007 г. он получил приз за лучший комедийный сериал за работу над телесериалом «Уилфред», а в 2010 г. — приз за лучшую роль в телесериале. В 2011 г. Гэнн был номинирован на приз Silver Logie за выдающуюся актёрскую игру в сериале «Уилфред».

### Телевидение США
В 2010 г. компания Renegade Films продала формат австралийского сериала «Уилфред» американской сети FX. При адаптации сериала для американского рынка Гэнн сотрудничал с продюсером анимационного сериала «Гриффины» Дэвидом Цукерманом. На вторую главную роль в сериале был приглашен актёр Элайджа Вуд. Дебют сериала «Уилфред» получил наивысший рейтинг среди премьер комедийных сериалов сети FX.

### Музыкальная карьера
По собственному признанию, Гэнн всегда занимался музыкой. Его участие в нескольких музыкальных группах в Австралии не принесло успехов. К одной из групп Гэнн относился весьма серьезно и рассчитывал выпустить cd-диск с записями, однако, некие трагические обстоятельства, которые произошли с одним из участников группы и его семьей, заставили отменить запись на неопределенный срок. Она так и не была выпущена.  Во время съемок сериала "Уилфред" Гэнн высказывал идею вновь собрать эту группу, и написал ее бывшим участникам письмо, планируя записать вокал, находясь в Калифорнии, однако, на сегодняшний день нет достоверных сведений о возобновлении творчества группы.
Известно о его участии в группе Sofamecca , которая выпустила три альбома: Sofa Mecca (2002), Commuters (2005), Children Dust (2008) - все три с вокалом Гэнна. Одна из песен под названием "Ashen" звучит в пилотном эпизоде австралийского сериала "Уилфред". Альбомы доступны для прослушивания и покупки в сети.